# 西藏秦剧团
西藏秦剧团是1956-1975年活跃在西藏的一个秦腔剧团，隶属于中国人民解放军西藏军区，是西藏历史上存在过的唯一一个正规的秦腔剧团。

## 历史
西藏秦剧团的前身是1951年12月入藏的解放军第18军独立支队所属秦腔队。1954年，西藏工委副书记兼西藏军区副政委范明决定筹建西藏秦剧团。1956年初西藏秦剧团正式成立。1957年8月至1959年5月，西藏秦剧团更名为青藏铁路工程局秦剧团在青海格尔木工作。1959年5月，为满足駐扎在西藏的陝西籍官兵对秦腔的需求，剧团再度入藏，不久恢复西藏秦剧团名称。1959年10月，西藏秦劇團到北京中南海懷仁堂演出反映西藏農奴制的秦劇《血的控訴》，之后在全国进行了半年巡演。1962-1964年，西藏秦剧团随11师师部驻日喀则，其他时段主要驻拉萨。1960年至1975年，西藏秦剧团参与了西藏土地改革运动、西藏自治区成立相关活动、中印边界战争和文化大革命。1969年10月，秦剧团到西藏林芝地区八一镇五七干校学习。1973年完成《智取威虎山》的秦腔改編。西藏秦剧团于1975年被解散。